# Quartier Anatole France-Danton
Pour les articles homonymes, voir Sainte-Anne.
Le quartier Anatole France-Danton, également appelé quartier Sainte-Anne est un quartier du Havre. 

## Histoire
Fondé au milieu du XIXe siècle, sur l'emplacement d'un parc qui, jadis, servait d'espace agricole aux Havrais. Aujourd'hui, ce quartier regroupe une église, ancienne chapelle construite en 1885 et agrandie par William Cargill. Elle fut l'une des premières églises du Havre en ciment et béton. On y trouve trois écoles : Thionville (début XXe siècle), Raspail (1905), Sainte-Anne (milieu XXe siècle) et un collège : Irène Joliot-Curie. On y compte également un jardin public, une salle municipale (salle René Cassin), une maison de retraite, et la place Danton avec sa prison (1908), détruite en 2012 (les détenus ont été transférés, en avril 2010, à la prison située à Saint-Aubin-Routot, à une quinzaine de kilomètres du Havre).
Nombre d'immeubles sont antérieurs à 1944 et de belle facture, le quartier n'ayant été que peu touché par les bombardements alliés. Toutefois, en raison de la proximité du secteur de la gare, et de la présence de l'ancienne prison, l'habitat y est essentiellement populaire.

## Géographie
Le quartier se situe dans le Centre Est de la ville. Il se trouve à l'est du centre-ville, au sud du quartier Côté Ouest-Ormeaux et à l'ouest du quartier Sainte-Marie/Saint-Léon.

## Démographie
Au recensement de 2013, le quartier Anatole France-Danton comptait 12 587 habitants. Il indique que la population est en baisse de 3,4%.
|                       | 2013    | 2008    |
| Anatole France-Danton | 12 587  | 13 032  |
| Le Havre              | 172 074 | 178 769 |